# Gush Etzion
Gush Etzion (Hebreo: גּוּשׁ עֶצְיוֹן) es un conjunto de 18 asentamientos israelíes localizados entre Jerusalén y Hebrón en Cisjordania (Palestina), más allá de la Línea Verde que marcó el límite territorial de Israel al final de la guerra israelo-árabe de 1948. Los asentamientos originales son Kfar Etzion (el primero fundado en 1943), Masuot Yitzhak, Ein Tzurim y Revadim. Kfar Etzion había sido construido entre 1940 y 1947 en terrenos adquiridos en las décadas 1920 y 1930 pero quedó abandonado y fue reconstruido después de la victoria israelí en la guerra de los Seis Días y la consiguiente ocupación militar de Cisjordania.
La comunidad internacional considera que los asentamientos israelíes en Cisjordania son ilegales según la Cuarta Convención de Ginebra, de la que Israel es miembro y cuyo artículo 49 especifica que "la Potencia ocupante no podrá efectuar la evacuación o el traslado de una parte de la propia población civil al territorio por ella ocupado". Israel niega terminantemente esta última afirmación. De acuerdo con la Oficina Central de Estadísticas de Israel, la población de Gush Etzion en el 2008 ascendía a más de 55.000 personas.

## Historia
El 12 de mayo de 1948, el comandante de Kfar Etzion solicitó al Comando Central en Jerusalén permiso para evacuar el kibutz, pero le dijeron que se quedara. Más tarde, los árabes capturaron el monasterio ortodoxo ruso que la Haganá había utilizado como fortaleza perimetral para el área de Kfar Etzion y mataron a veinticuatro de sus treinta y dos defensores. El 13 de mayo, comenzó un ataque masivo que involucró partes de dos compañías de infantería de la Legión Árabe, artillería ligera y apoyo local irregular, atacando desde cuatro direcciones. El kibutz cayó en un día y las fuerzas árabes masacraron a toda la población de Kfar Etzion, soldados y civiles por igual. El número total de muertos durante el asalto final, incluidos los que murieron en la masacre y los que se suicidaron, se estimó entre 75 y 250. Sólo sobrevivieron tres hombres y una mujer. Al día siguiente, el día en que Israel declaró su independencia, los otros tres kibbutzim se rindieron. La Legión Árabe tomó a 320 personas como prisioneros de guerra y los retuvo en Jordania durante un año antes de liberarlos. Según el sistema administrativo israelí, el bloque de asentamientos de Gush Etzion pertenece a la jurisdicción del Concejo Regional Gush Etzion.